# Nickelodeon (Spagna)
Nickelodeon è un'emittente televisiva trasmessa in Spagna, Portogallo, Andorra, Guinea Equatoriale, Mozambico e Capo Verde, di proprietà di ViacomCBS Networks International e versione locale della rete statunitense omonima.
Il 15 gennaio 2015 la piattaforma Canal+ trasmette in esclusiva il servizio iPlus con Nickelodeon.

## Palinsesto

### In onda
- SpongeBob (25 febbraio 2000-presente)
- Due fantagenitori (26 aprile 2001-presente)
- Kung Fu Panda - Mitiche avventure (25 novembre 2011-presente)
- Life with Boys (16 aprile 2012-presente)
- Tartarughe Ninja (8 settembre 2003-presente)
- Tartarughe Ninja (10 novembre 2012-presente)
- Winx Club (2 dicembre 2012-presente)
- Sam & Cat (4 novembre 2013-presente)
- PopPixie (4 dicembre 2010-presente)
- I fantasmi di casa Hathaway (9 dicembre 2013-presente)
- Wendell & Vinnie (20 gennaio 2014-???)
- Sanjay and Craig (3 febbraio 2014-presente)
- I Thunderman (7 aprile 2014-presente)
- Breadwinners (6 ottobre 2014-presente)

### Non più in onda
- ¡Bucea Olly!
- 15/Love
- Ace Lightning
- Adivina con Jess
- Avatar, la leyenda de Aang
- Aventuras sobre ruedas
- Barbapapà
- Ben 10
- Ben 10 (serie animata 2016)
- Bessie, la súper abeja
- Big Time Rush
- Bratz
- Caillou
- Casi Ángeles
- Castores Cascarrabias
- CatDog
- Chicho Terremoto
- Claude
- Clip Nick
- Compañeros
- Man e Roberto
- Cosas de hermanas
- Creepie
- Curioso come George
- Danny Phantom
- Di-Gata Defenders
- DoReMi
- Dougie se Disfraza
- Dragon Booster
- Drake & Josh
- El Club de los Pijamas
- El Corral, una fiesta muy bestia
- The Spectacular Spider-Man
- El Reino de Acuática
- El show de Armada
- El Pequeño Bill
- El Tigre
- Elephant Princess
- Fanboy & Chum Chum
- Frankenstein's Cat
- Frecuencia 04
- Grachi
- George de la jungla
- Ginger
- Go, Diego, Go!
- Gofrette
- Groove High
- H2O
- iCarly
- Invasor Zim
- Isa TVB
- IsotoNick
- Jelly Jamm
- Jim Jam and Sunny
- Jimmy Neutron
- Juan y Tolola
- Just Jordan
- Kappa Mikey
- Kenan & Kel
- Kung Fu Panda
- La abeja Maya 3D
- La leggenda di Korra
- La liga de los supervillanos
- La Oveja Shaun
- La vaca Connie
- Las aventuras de Bottle Top Bill
- Las aventuras de Bucket & Skinner
- Las Supernenas
- Las Supernenas (2016)
- Legendz - La leggenda dei re draghi
- Life with Boys
- Little Einsteins
- Lo que me gusta de ti
- Lola y Virginia
- Los Padrinos Mágicos
- Blobheads
- Los Bucaneros Calzoneros
- The Brothers García
- I pinguini di Madagascar
- La famiglia della giungla
- Los X
- Ned - Scuola di sopravvivenza
- Marvin Marvin
- Max e Ruby
- Megaminimals
- Metajets
- Mi extraña familia
- Mona e Sketch
- My Dad the Rock Star
- Mi Vida de Robot adolescente
- Mis Padres son marcianos
- Anubis
- Mix Master
- Monsuno
- Mr Meaty
- I Rugrats da grandi
- Naturalmente Sadie!
- Ni Hao, Kai-Lan
- Nickers
- Nicknutos musicales
- Noticias Frescas
- Oggy y las cucarachas
- Oye Arnold
- Gli amici di papà
- PJ Masks - Superpigiamini
- Paprika
- Pistas de Blue
- Planet Sheen
- Cousin Skeeter
- Mermaid Melody Pichi Pichi Pitch
- Mermaid Melody Pichi Pichi Pitch Pure
- Pocoyo
- Power Rangers: Samurai
- Nintama Rantarō
- The Ren & Stimpy Show
- Ricky Sprocket
- Rincón de luz
- Robot & Monster
- Rocket Monkeys
- Rocket Power - E la sfida continua...
- Rugrats: Aventuras en Panáles
- Sabrina, vita da strega
- SamSam
- Sandra, Detective de Cuentos
- Sally Bollywood
- Shaolin Wuzang
- Skyland
- SoNick
- Speed Racer: The Next Generation
- Sueña conmigo
- Super Ninja
- Supercampeones
- Superespías
- Super Hero Squad Show
- Sweesters
- Taffy
- Tak and the Power of Juju
- The DaVincibles
- The Troop
- Thomas y sus Amigos (27 marzo 1999-10 ottobre 2006)
- Tic Tac Nick
- Tiny Beats
- Titeuf
- Tartarughe Ninja
- ToddWorld
- TroTro
- Trollz
- True Jackson, VP
- T.U.F.F. Puppy (2 ottobre 2010-4 aprile 2015)
- Tweenies
- Un genio sul divano
- Unfabulous
- Victorious
- Vitaminix
- Viva Piñata
- Wayside
- Wonder Pets
- Wussywat, el Gato Patoso
- Yu-Gi-Oh!
- Yu-Gi-Oh! GX
- Zipi y Zape
- Zoey 101
- ChalkZone